# Mecklenburg-Vorpommern (Schiff, 1996, Bremen)
Die Mecklenburg-Vorpommern (F 218) ist eine Fregatte der deutschen Marine der Brandenburg-Klasse. Sie ist die vierte Einheit dieser Klasse und nach dem Land Mecklenburg-Vorpommern benannt.

## Geschichte
Die Mecklenburg-Vorpommern wurde ebenso wie ihre drei Schwesterschiffe als Ersatz für die veralteten Zerstörer der Hamburg-Klasse als Mehrzweckfregatte konzipiert und gebaut. Das Schiff wurde 1993 bei der Bremer Vulkan auf Kiel gelegt und der Stapellauf konnte im Februar 1995 erfolgen. Die Taufpatin war Annemarie Seite, die Ehefrau des damaligen Ministerpräsidenten von Mecklenburg-Vorpommern, Berndt Seite. Nach Erprobung des Schiffes erfolgte die Indienststellung am 6. Dezember 1996. Es wurde zunächst dem 6. Fregattengeschwader und nach der Neugruppierung im Jahr 2006 dem 2. Fregattengeschwader in Wilhelmshaven unterstellt.
Die Mecklenburg-Vorpommern war nach der Deutschen Wiedervereinigung der zweite Schiffsneubau der Marine, der auf den Namen eines ostdeutschen Bundeslandes getauft wurde. Die Namensgebung steht somit in der Tradition größerer deutscher Marineeinheiten, die nach Bundesländern oder Städten benannt werden.
1999 Teilnahme an der Ausbildungsreise DESEX 1999 mit Umrundung Südamerikas.
2002 nahm die Mecklenburg-Vorpommern an der fünfmonatigen Ausbildungsreise DESEX 2002 mit Hafenbesuchen in Häfen Souda Bay auf Kreta, Karachi (Pakistan), Mormugao und Cochin (Indien), Manila (Philippinen), Qingdao (China), Inchon (Südkorea), Tokio (Japan) und Málaga in Spanien. Besuch des japanischen Kaiserpaares auf dem vom deutschen Bundespräsidenten Johannes Rau an Bord gegebenem Empfang in Tokio. Auf dem Rückweg Teilnahme an einem Flugkörperschießen vor Kreta.
Am 11. Februar 2014 verließ die Mecklenburg-Vorpommern zusammen mit den Fregatten Hamburg, Augsburg, der Korvette Oldenburg und dem Einsatzgruppenversorger Frankfurt am Main ihren Heimathafen Wilhelmshaven (Marinestützpunkt Heppenser Groden), um am jährlichen Einsatz- und Ausbildungsverband (EAV) der Marine teilzunehmen. Bis zum Ende des EAV am 20. Juni 2014 in Kiel nahm sie an mehreren Manövern zwischen nördlichen Polarkreis und dem Äquator teil. Dabei sollten dreizehn Häfen in neun Ländern angelaufen werden.
Im Dezember 2015 wurde das Schiff mit dem Fahnenband des Landes Mecklenburg-Vorpommern ausgezeichnet. Dies erfolgte durch den Ministerpräsidenten von Mecklenburg-Vorpommern Erwin Sellering in Rostock-Warnemünde.
Die Mecklenburg-Vorpommern war 2020 das erste Kriegsschiff der deutschen Marine, auf dem eine Frau Dienst als Erste Offizierin leistete.

## Einsätze
Die Fregatte Mecklenburg-Vorpommern nahm bislang während ihrer Dienstzeit an zahlreichen Einsätzen teil:
- 1998 Teilnahme an der Standing Naval Force Atlantic (SNFL)
- 2000 Teilnahme an der Standing Naval Force Atlantic (SNFL)
- 2002/2003 Sechsmonatiger Einsatz an der Operation Enduring Freedom am Horn von Afrika[5]
- November 2004 bis April 2005 zweiter Einsatz bei Enduring Freedom. Dabei Flaggschiff für Flottillenadmiral Henning Hoops als Führer der CTF 150.
- Von November 2005 bis Mai 2006 Teilnahme an der Standing Maritime Group 1 (SNMG 1), dabei war die Fregatte bis Ende Januar 2006 auch Flaggschiff des Verbandes unter Führung des deutschen Flottillenadmirals Wolfgang Kalähne und seinem international zusammengesetzten Stab. Gleichzeitig war die SNMG 1 in die Operation Active Endeavour eingebunden.
- 2006 als Flaggschiff für Flottillenadmiral Andreas Krause als Führer der Maritime Task Force UNIFIL vor der libanesischen Küste.[6][7]
- Von November 2008 bis Mai 2009 war die Mecklenburg-Vorpommern zum dritten Mal am Horn von Afrika im Rahmen der Operation Enduring Freedom eingesetzt. Von Januar bis April diente sie CTF Flottillenadmiral Rainer Brinkmann als Flaggschiff der Combined Task Force 150.[8] Im November 2008 leistete die Mecklenburg-Vorpommern hierbei zwei Handelsschiffen Hilfe bei der Abwehr von Piraten.[9]
- Am 16. August 2016 verließ die Mecklenburg-Vorpommern Wilhelmshaven, um ab Mitte September am Einsatz EUNAVFOR-MED im Mittelmeer teilzunehmen.[10] Am 23. Dezember kehrte die Mecklenburg-Vorpommern von diesem Einsatz in ihren Heimathafen Wilhelmshaven zurück.[11] Auf dem Rückmarsch war die Mecklenburg-Vorpommern auch einige Tage in die NATO-Mission Operation Sea Guardian eingebunden.
- Am 7. August 2017 lief die Mecklenburg-Vorpommern erneut aus Wilhelmshaven aus, um sich erneut am Einsatz EUNAVFOR-MED im Mittelmeer zu beteiligen.[12] Am 16. August 2017 übernahm die Fregatte im sizilianischen Hafen von Augusta, den Einsatzauftrag des Tenders Rhein im Mittelmeer. Gleichzeitig wurde die Führung des Kontingents von Korvettenkapitän Marco Reinisch an Fregattenkapitän Christian Schultze, den Kommandanten der Mecklenburg-Vorpommern übergeben.[13] Am 13. September 2017 rettete die Fregatte 134 Menschen aus Seenot.[14] Am 25. Oktober rettete die Fregatte 158 Menschen aus Seenot[15], am 2. November 2017 erneut 323 Menschen. Eine Frau aus Nigeria brachte am 3. November 2017, mit Unterstützung des Schiffsarztteams, an Bord einen Jungen zur Welt.[16] Am 1. November 2017 führte ein Patrouillenboot der libyschen Küstenwache laut Medienberichten ein aggressives Seemanöver in unmittelbarer Nähe der Mecklenburg-Vorpommern durch; der Chef der libyschen Küstenwache, Kommodore Abdalh Toumia, habe sich später dafür entschuldigt.[17] Mitte Januar 2018 wurde die Mecklenburg-Vorpommern, nach fünf Monaten im Einsatzgebiet und insgesamt 700 geretteten Menschen, von der Fregatte Sachsen abgelöst. Am 26. Januar 2018 kehrte die Fregatte, nach 29000 in diesem Einsatz zurückgelegten Seemeilen, wieder in ihren Heimathafen zurück.[18]
- Im Winter 2022 lief die Fregatte für fast sieben Monate aus. Der Einsatz fand in einer sogenannten Very High Readiness Joint Task Force (VJTF) statt – ein schnell verlegbarer Einsatzverband der NATO. Wegen des russischen Angriffskriegs in der Ukraine waren weitere Kräfte an die NATO-Ostflanke verlegt worden. Am 4. Januar war die Fregatte in Richtung Den Helder in den Niederlanden ausgelaufen und setzte anschließend Kurs in Richtung Polarkreis. In der Nord- und Ostsee sowie in der Arktis beteiligte sich die Fregatte an verschiedenen Großmanövern. Sie war Teil des Trägerverbandes des amerikanischen Flugzeugträgers Gerald R. Ford und diente als Flaggschiff für den deutschen Befehlshaber des NATO-Verbandes. Am Sonntag, den 16. Juli 2023 ist die Fregatte in ihren Heimathafen Wilhelmshaven zurückgekehrt. Auf ihrer Fahrt legte die fast 140 Meter lange Mecklenburg-Vorpommern mehr als 33.000 Seemeilen  (rund 61.116 Kilometer) zurück. Der Einsatz soll in der zweiten Jahreshälfte fortgeführt werden.[19]

## Seeunfälle
Auf dem Nord-Ostsee-Kanal nahe Schülp b. Rendsburg kollidierte die Fregatte am 9. Dezember 2015 mit dem unter zypriotischer Flagge fahrenden Containerschiff Nordic Bremen des Typs SSW Super 1000. Dabei wurde der Bug der Fregatte schwer beschädigt.

## Kommandanten

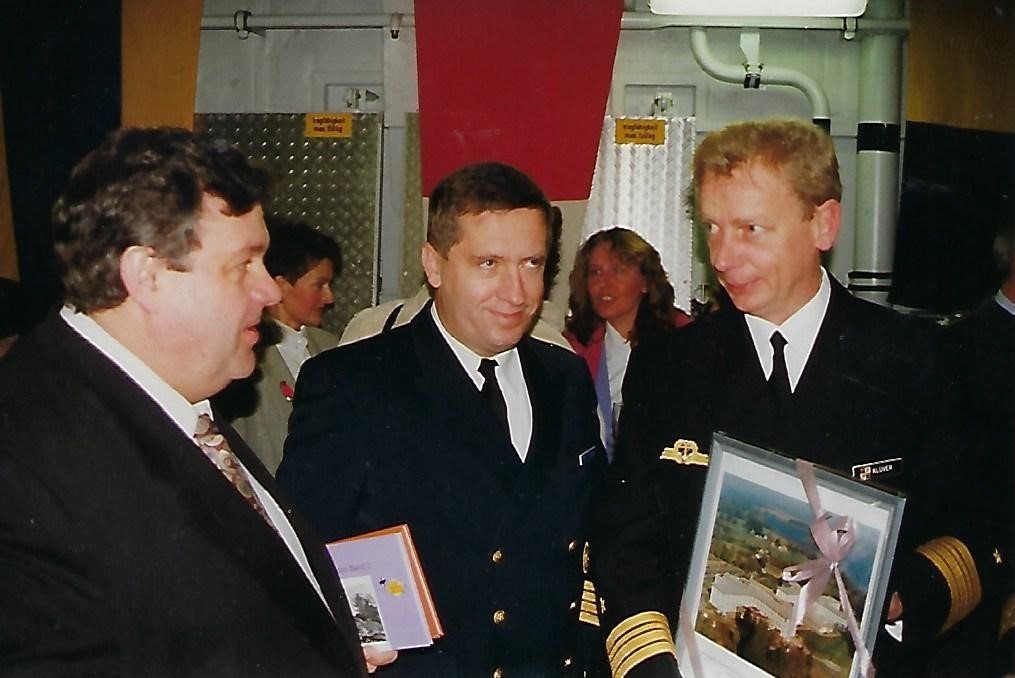
FK Klüver (re.), der erste Kommandant

Alle Kommandanten waren Fregattenkapitän.
| Nr. | Name                | Antritt des Dienstpostens | Ende des Dienstpostens |
| --- | ------------------- | ------------------------- | ---------------------- |
| 1.  | Martin Klüver       | Januar 1996               | April 1998             |
| 2.  | Michael Dirks       | April 1998                | Januar 2000            |
| 3.  | Frank Menge         | Januar 2000               | März 2002              |
| 4.  | Michael Budde       | März 2002                 | April 2004             |
| 5.  | Eckardt Menzel      | April 2004                | Juni 2006              |
| 6.  | Ulrich Reineke      | Juni 2006                 | Mai 2008               |
| 7.  | Kay-Achim Schönbach | Mai 2008                  | April 2010             |
| 8.  | Gero Demme          | April 2010                | Juli 2013              |
| 9.  | Sven Beck           | Juli 2013                 | August 2015            |
| 10. | Christian Schultze  | August 2015               | September 2018         |
| 11  | Torben Jürgensen    | September 2018            | Juni 2020              |
| 12  | Hendrik Wißler      | Juni 2020                 | September 2023         |
| 13  | Wolfgang Eckmüller  | September 2023            | April 2024             |
| 14  | Daniel Wolter       | April 2024                |                        |